# Су (монета)
Су (фр. sou) — французька розмінна монета. Народна назва монети соль.
- Французька грошово-рахункова одиниця, яка становила 1 / 20 ліврів (фунта), або 12 деньє (денаріїв), реалізована з 1266 році в турському гроші, пізніше — в білонній монеті, а з середини XVIII в. — в мідній. У зв'язку з переходом Франції на десяткову монетну систему су замінено в 1795 році монетою номіналом 5 сантимів, що дорівнювала 1 / 20 франка. Досі збереглася назва су за монетою 5 сантимів, а сьогодні — 5 євроцентів.
- Розмінна монета Соціалістичної Республіки В'єтнам, дорівнює 1 / 100 Донга.

## Джерело
- 3варич В. В. Нумізматичний словник. — Львів: «Вища школа», 1978, 338 с.